# Толвинский, Тадеуш

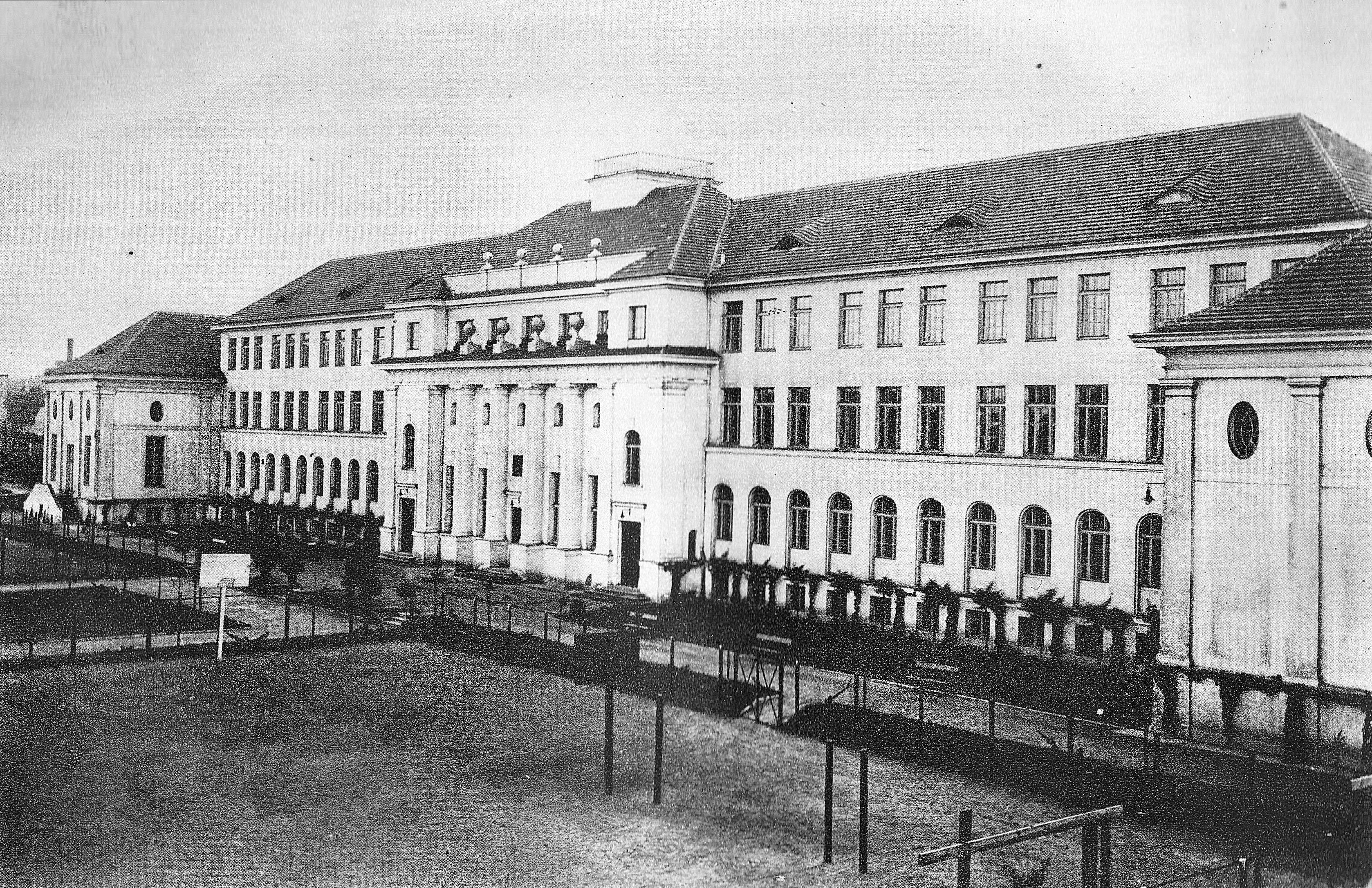
Дом Трамвайной школы на улице Млинарской, 2

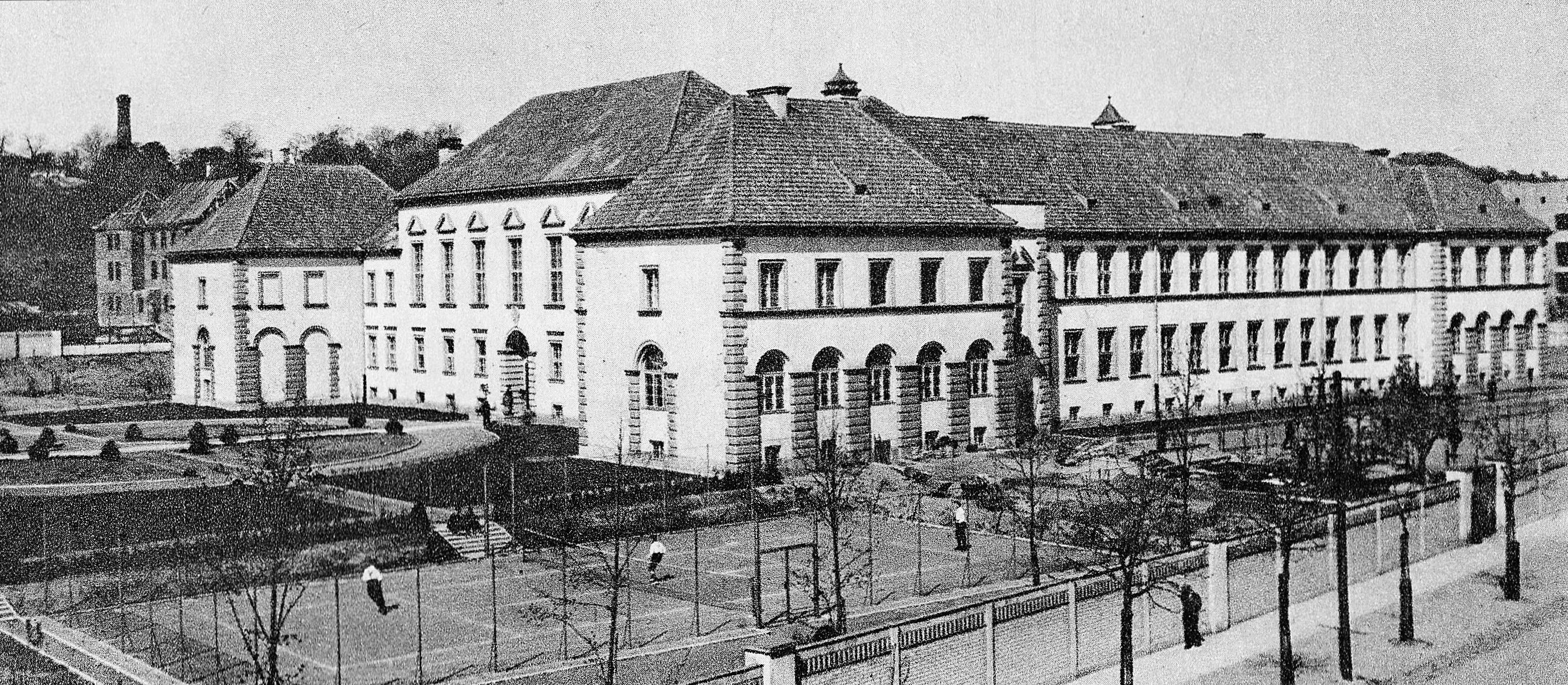
Дом государственной гимназии им. Стефана Батория на улице Охотничей, 6

Тадеуш Толвинский (пол. Tadeusz Tołwiński, 18 января 1887, Одесса — 13 января 1951, Варшава) — польский архитектор, урбанист, педагог.

## Биография
Родился 18 января 1887 года в Одессе в семье архитектора Николая Толвинского и Ядвиги с Бжозовских. Учился в средней школе в Варшаве, где 1905 года сдал экзамен зрелости. В 1906—1911 годах учился в политехникуме Карлсруэ и там получил диплом. Отбыл учебные путешествия в Италии и Англии. 1913 года в петербургском Институте гражданских инженеров сдал государственный экзамен, после чего работал в Варшаве в бюро Чеслава Пшибильского. В 1915 году был одним из организаторов факультета архитектуры Варшавской политехники. С 1918 года возглавлял кафедру градостроительства. Через два года именуемый профессором чрезвычайным. В 1938 году за научную деятельность отмечен Командорским крестом Орден Возрождения Польши.
Во время войны проводил обучение тайно. Был арестован Гестапо и несколько месяцев провел в тюрьме на Павяке. В 1945 году тяжело ранен во время военных действий. Длительное время лечился в Жирардове. Продолжил преподавательскую работу в Варшавской политехнике и Горной академии в Кракове. С 1947 года сотрудничал с Бюро восстановления столицы. Умер 13 января 1951 года. Похоронен на Повонзковское кладбище, поле 217-VI-1/2/3.
Автор труда «Urbanistyka». Первые два тома которой вышли в 1934 и 1937 годах. Последний, хоть проработан в 1940—1945 годах, издан уже после смерти Толвинского в 1963. Член жюри конкурса проектов озеленения города-сада Зомбки (1913), проектов здания Министерства почты и телеграфа в Варшаве (1929), закрытого второго конкурса на проект храма Провидения Господня в Варшаве (1931), жилого дома Фонда военного квартирования на углу улиц Нововейской и Сухой в Варшаве (1932), первого конкурса типовых проектов маленьких частных домов (1933, организатор Банк хозяйства краевого в Варшаве), проектов регуляции площади Пилсудского в Варшаве (1935). 1933 года был членом комиссии Фонда военного квартирования, которая оценивала конкурсные проекты дома на улице Краковское предместье, 11 в Варшаве.

## Работы
- Первое место на конкурсе проектов парцелляции имении Зомбки под Варшавой (1912).[11]
- Здание школы трамвайщиков в Варшаве на улице Млинарской, 2 в местности Воля (1912).
- Конкурсный проект здания Школы изящных искусств в Варшаве. 1912 год.[12]
- Многочисленные жилые дома в Варшаве, в местностях Лягушки (1912), Подкова Лесьна (1913), Грохув (1915).
- План регуляции участке Повисле в Варшаве от склонов цитадели до улицы Черняковской. Получил второе место на конкурсе 1916 года.[13]
- Проект здания Главного государственного управления телеграфа в Варшаве. Разработан для конкурса 1922 года, на котором завоевал первое место.[14]
- План регуляции застройки Львов. Изготовленный на заказ магистрата, экспонировался в ратуше 1924 года вместе с проектом Игнатия Дрекслера.[15]
- Государственная гимназия имени Стефана Батория на улице Охотничей, 6 в Варшаве. Построено в 1925 году. Была довольно прогрессивной для своего времени сооружением с соблюдением высоких санитарных требований. Кроме классных комнат, актового зала, школьных складов имела свой гардероб, кухню, столовую, собственную котельную, бассейн, специализированные залы для физического и трудового воспитания, для уроков физики, химии. Четырехугольная в плане образовывала большой внутренний двор 27×33 г. Живописно проработано окружение с газонов, сада, стадиона.[16]
- Конкурсный проект новой ратуши в Варшаве на площади Театральной. Вопреки условиям конкурса предусматривал полный снос старых магистратских зданий, а не их развитие. Трамвайные линии планировалось перенести с площади на улицу Даниловичевскую. Проект не получил наград на конкурсе 1927 году.[17]
- Здание национального музея в Варшаве. 1927—1934 года.[18]
- Проекты здания почты на улице Груецкой и дома Централи телефонов на улице Познанской в Варшаве. Не реализованы.[19]
- Генплан Калиша.
- Генплан Цехоцинека.